# Dianovszki János
Dianovszki János (? – Kiskundorozsma, 1805) katolikus pap.

## Élete
A csongrádi kerület alesperese volt. Tanulmányait a váci papnevelőben végezte; 1763-ban fölszentelték és azonnal önálló lelkésznek alkalmazták Versegen; 1764-ben bügyi, 1766. kisapostagi s 1770-ben kiskundorozsmai plébános lett.

## Művei
- Prédikáczió, melyet mondott… kisasszony havának 8. napján 1787. Kun-Szent-Miklóson… midőn Nyitra-Zerdahelyi Zerdahelyi Gábor… püspök azon helységben… a kath. templomot… felszentelné. Pozsony, 1787.
- Vindiciae Josephi Erdélyi adversus crisim in suum sermonem inauguralem Nitra-Zerdahelyensem. Vacii, 1789. (Ezen röpirata miatt a szentszék elé idézték, de ő tagadta, hogy az tőle származott.)
- A fiak neveléséről. Pest, 1794.
- Keresztelő szent János élete… melyet prédikáczióba foglalt és elő nyelvével mondott… midőn azon nagy szentnek tiszteletére Dorosmán a… felépült új templom, szokott egyházi czeremoniákkal felszenteltetett… 1804. eszt. Szeged.
- Apologia canonico-critica Transylvani vindicias adversus parochos confectus replicans secundum Bernardum et Gregorium magnum accomodata… (Ezen munkáját is kifogásolták.)